# 大山未希
大山未希（1985年10月3日—），出生於日本東京都江戶川區，是日本女子排球運動員，身高178公分，體重72公斤。

## 生涯簡介
受到姐姐大山加奈的影響，大山未希於小學一年級開始打球。到六年級時身高已達169cm，同年獲得1997年度全日本小學生排球大賽冠軍。在入讀成德學園中學後，也獲得了1999年度全國都道府縣排球對抗賽的冠軍。
升學至成徳學園高等學校（現下北澤成德高等學校）後，從高一開始就已經穩坐先發位置。承接了姐姐・加奈的隊長身份後，先後帶領校隊獲得春季高校排球大賽冠軍、全國高校綜合體育大會女子排球賽四強以及日本國民體育大會女子排球賽亞軍等殊榮。2001年代表日本女排青年軍獲得亞洲青年女排錦標賽亞軍，同時也參加了世界青年女排錦標賽。
2004年正式簽約加盟東麗箭，與姐姐加奈組成了隊中第一對姐妹檔；2006年開始改打二傳。
不過她在2010年5月正式宣佈將在同年6月末後從東麗箭退役，未來將以沙灘排球選手的身份繼續運動員生涯。

## 軼事
- 大山未希與姐姐大山加奈由小學開始到現今職業選手時期都參加了相同的球隊。

## 生涯及得獎經歷
- 生涯簡歷

篠崎第五小學→成徳學園中學→成徳學園高等學校（現下北澤成德高等學校）→東麗箭（2004-2010年）

## 外部連結
- Grandia（页面存档备份，存于）
- 大山未希Offical Blog - BEACHFUL DAYS～Dream Catcher～（页面存档备份，存于）